# Sassandra (underprefektur)
Sassandra är en underprefektur i Elfenbenskusten. Den ligger i departementet med samma namn, i den södra delen av landet, 190 km sydväst om huvudstaden Yamoussoukro.